# Günzenhausen (Au in der Hallertau)
Günzenhausen ist ein Gemeindeteil des Marktes Au in der Hallertau, Landkreis Freising, in Oberbayern.

## Lage
Das Dorf liegt in der Hallertau, dem wichtigsten Hopfenanbaugebiet Deutschlands, und zählt 143 Einwohner.

## Geschichte
Günzenhausen war lange Zeit im Besitz der Herrschaft Au. Die 1818 mit dem Gemeindeedikt begründete Gemeinde Günzenhausen bestand aus den Orten Günzenhausen, Halsberg, Seysdorf, Holzschmud und Rohregg. Am 1. Januar 1978 wurde die Gemeinde in den Markt Au in der Hallertau eingegliedert.

## Wirtschaft und Infrastruktur
Der typische ländliche Charakter zeigt sich vor allem durch die zahlreichen umliegenden Hopfengärten im tertiären Hügelland.